# RED ROCKET SHIP
「RED ROCKET SHIP」（レッド・ロケット・シップ）は、THE BAWDIESのメジャー5枚目のシングルである。2011年10月19日にビクターエンタテインメントから発売された。

## 概要
2011年10月19日、通常盤と12898枚限定の日本武道館公演記念盤（初回限定盤）の2種が発売された。日本武道館公演記念盤は、同年11月27日に行われるTHE BAWDIESにとって初の日本武道館ワンマン公演を記念し、日本武道館の総収容人数である12898のシリアルナンバーの刻印と、オペラグラスが付属される。
「RED ROCKET SHIP」は『スペースシャワーTV』限定『ポッキー』CMソングとして使用された。

## プロモーションビデオ
同年10月10日、「RED ROCKET SHIP」のプロモーションビデオをYouTubeで公開した。同年10月18日、江崎グリコ『ポッキー』特設ウェブサイトでは、『RED ROCKET SHIP 360°パノラマ・ミュージック・ビデオ』が公開された。

## 収録曲
1. RED ROCKET SHIP
作詞・作曲：渡辺亮、編曲：THE BAWDIES
『スペースシャワーTV』限定『ポッキー』CMソング（2011年10月 - 12月）[3][8]
2. LIVE AT SHELTER 110515
2011年5月15日に行われたライブ音源を収録[2]
  1. IT'S TOO LATE
  2. I'M A LOVE MAN
  3. B.P.B
  4. JUST BE COOL
  5. SAD SONG
  6. KEEP ON ROCKIN'
  7. HOT DOG
  8. YOU GOTTA DANCE
  9. I BEG YOU